# Ferme de Laine
La ferme de Laine est une ferme située sur la commune de Vy-lès-Filain, dans le département de la Haute-Saône, en France.

## Historique
Au hameau de la Laine à Vy-lès-Filain, les Templiers fondèrent une commanderie avec une chapelle et plusieurs dépendances. Les bâtiments existent toujours et on peut voir un bélier hydraulique ainsi qu'une source et ses canalisations. La cache se trouve à proximité de cette source. Une petite partie du village de Vy se trouve en plaine, le long de la rivière La Laine, mais la plus grande partie est en espalier qui domine la rivière. Vy était une annexe du Temple de Laine évoqué au XIIIe siècle, les Templiers y fondèrent une commanderie au lieu dit La ferme, hameau de la Laine, à quelques centaines de mètres du village.
Les Templiers, installés près de la vallée de l'Ognon, acquièrent un domaine à La Laine, les Templiers y possédaient avant 1178 une grange. Cette région était dominée par les seigneurs de Montfaucon. Une fois encore, les Templiers rencontrent des difficultés avec la puissante abbaye de Bellevaux (ancienne abbaye cistercienne, dans le diocèse de Besançon). Les Cisterciens de Bellevaux obtiennent une première transaction pour limiter les terres et les droits de parcours de chacun, sans pour autant abandonner toutes les rancunes qu'ils ont contre les Templiers. Mais, les Templiers, eux aussi enfants de Saint Bernard et instruits des coutumes des Cisterciens, gèrent parfaitement biens leur domaine de La Laine et celui-ci ne cesse de s'agrandir, et d'une simple grange, devient une importante Maison du Temple. En 1203, elle obtient du chapitre de Saint Etienne, l'autorisation de construire une chapelle à la condition de ne pas l'ouvrir aux villageois. Puis, cette Maison de La Laine, étend ses possessions à Rioz et à Lure à la suite d'un accord en 1203 avec le chapitre de Saint Etienne.
L'édifice est partiellement inscrit au titre des monuments historiques par arrêté du 13 avril 1992.